# Sparrmannia namibia
Sparrmannia namibia är en skalbaggsart som beskrevs av Evans 1989. Sparrmannia namibia ingår i släktet Sparrmannia och familjen Melolonthidae. Inga underarter finns listade i Catalogue of Life.